# Bundesautobahn 4

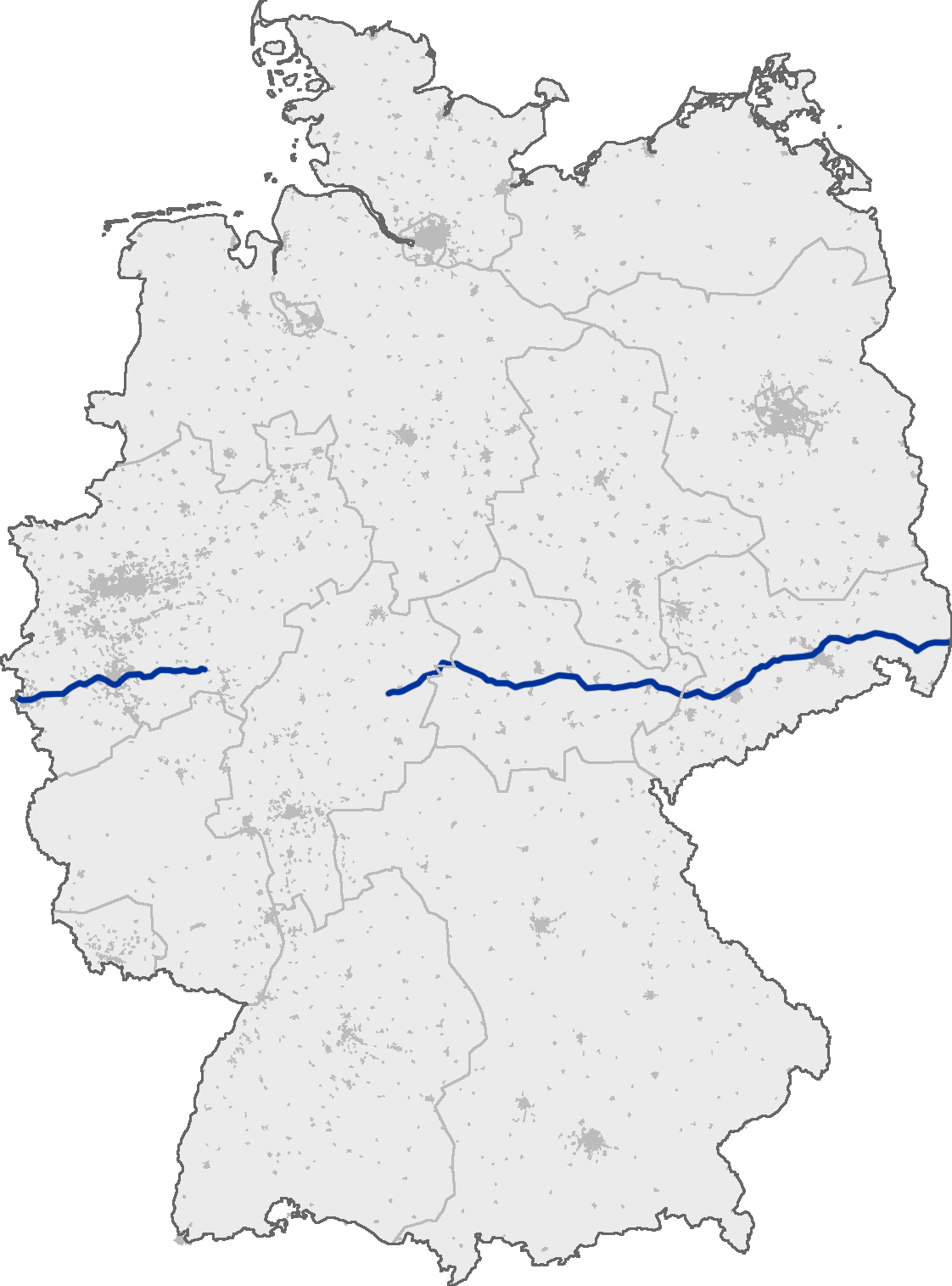
Mapa da localização da auto-estrada A 4

Bundesautobahn 4 (em português: Auto-estrada Federal 4) ou A 4, é uma auto-estrada na Alemanha.
A Bundesautobahn 4 começa em Vetschau na fronteira com os Países Baixos, como continuação da A 76 holandesa e passa pelas cidades de Düren, Köln, Kreuztal-Krombach, Bad Hersfeld, Eisenach, Erfurt, Weimar, Jena, Gera, Chemnitz, Dresden até chegar em Görlitz e Zgorzelec (Polônia). Na Polônia ela continua a ser chamada de A4 e liga as cidades de Breslau, Opole, Katowice e Cracóvia. Em território alemão a A 4 tem 616 km de comprimento.
Esta auto-estrada faz parte da Europastrasse 40 (E40). O trecho entre Vetschau e Kreuztal-Krombach tem 156 km de extensão e o trecho entre o complexo viário de Kirchheimer e Görlitz tem 460 km.

## Estados
Estados percorridos por esta auto-estrada:
- Hessen
- Renânia do Norte-Vestfália
- Saxônia
- Turíngia